# Kilamba
Cidade do Kilamba - Kilamba Kiaxi ist ein neuer Stadtteil Luandas, der Hauptstadt Angolas.

## Geschichte
Kilamba wurde am 11. Juli 2011 von Staatspräsident José Eduardo dos Santos offiziell eröffnet. Der neue Stadtteil liegt an der Südumfahrung Luandas, der Via Expresso. Bei der Eröffnungszeremonie sagte der Präsident wörtlich: "Kilamba ist das größte Wohnbauprojekt, das jemals in Angola gebaut wurde. Im globalen Maßstab betrachtet, ist es ein tiefgründiges Beispiel der fortgesetzten Sozialpolitik des Landes, um das Defizit an Wohnhäusern zu lösen." Nach der Fertigstellung sieht die Realität 2012 anders aus. Die meisten Wohnungen stehen leer und sind unbezahlbar für die Bevölkerung.

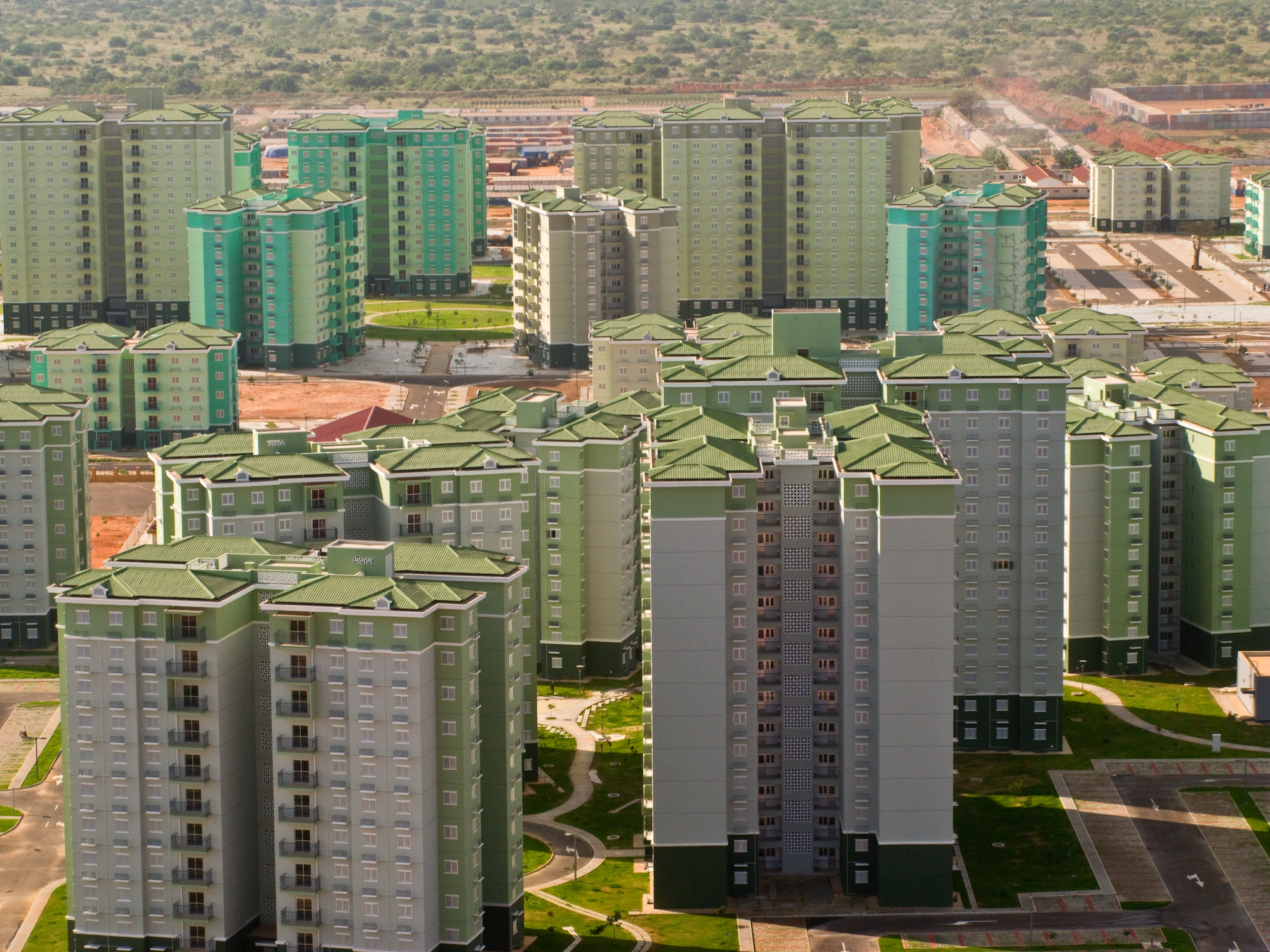
Die neue Stadt Kilamba soll einmal 500.000 Menschen beherbergen, Mai 2011.

### Erste Bauphase
Es handelte sich um die erste von insgesamt drei Phasen eines im Bau befindlichen Wohnprojektes. Auf einer Fläche von 54 Quadratkilometern wurden für die Bevölkerung insgesamt 115 Wohngebäude mit 3.180 Wohnungen, 48 Geschäften, mehrere Einkaufszentren, Krankenhäuser, 24 Kindergärten, acht Grundschulen und neun Oberschulen, einen administrativen Bereich, Sport- und Freizeiteinrichtungen, Hotels und Restaurants, Krankenhäuser, Kliniken und mindestens 17 öffentliche Gesundheitszentren freigegeben; außerdem Feuerwehr, Polizei, Friedhof, Kirche und Tankstellen. Projektiert werden außerdem 429 km Straßen sowie ein autonomes System der Wasseraufbereitung, Strom und Telekommunikation. Sie sollte im Dezember 2012 abgeschlossen sein mit insgesamt 20.000 Wohnungen für insgesamt 120.000 Menschen. Die Appartements kosteten zwischen 120.000 und 200.000 US-Dollar.
Weitere 60.000 Wohnungen kommen bis zur endgültigen Beendigung des Projektes hinzu. Das ehrgeizige Projekt wurde in den Jahren zuvor von der chinesischen multinationalen China International Trust and Investment Company erstellt. In der Endphase sollen hier ca. 500.000 Menschen in 80.000 Sozialwohnungen untergebracht werden.

### Finanzierung, Bau und Situation
Die Finanzierung wurde von der Industrial and Commercial Bank of China (ICBC) sichergestellt, die für Investitionen in Angola eine Kreditlinie von 2,5 Milliarden US-Dollar zur Verfügung gestellt hat. Angolaner waren in Planung und Bau von Kilamba praktisch nicht involviert. Zehntausend Arbeiter der staatlichen China International Trust and Investment Corporation (Citic) stampften die Monsterstadt aus dem Boden.
Da bis Mitte 2012 nur ca. 10 % der Wohnungen in der Satellitenstadt verkauft wurden, stehen die meisten leer, weil sich die Menschen den Kaufpreis von rund € 95.000 nicht leisten können. Marketing und Management Kilambas wurde zwei Unternehmen zugeteilt, dem Maklerbüro Delta Imobiliária und der Ölgesellschaft Sonangol, an denen hochgestellte Persönlichkeiten wie der heutige Vize-Präsident Angolas, Manuel Domingos Vicente, beteiligt sind.
Nachdem die Preise für Wohnungen in 2013 von 125.000 US $ auf 70.000 $ gesenkt wurden, stieg die Nachfrage stark an, sodass in 2013 bereits 40.000 und bis Juli 2015 80.000 Personen in Kilamba wohnten. Allerdings waren im Jahr 2019 von den 20.000 Wohnungskäufern die Hälfte mit den Hypothekenzahlungen in Verzug, einige haben seit sieben Jahren keine Ratenzahlung mehr geleistet.

## Verwaltung
Kilamba wurde im Gebiet des ehemaligen Kreises (Município) von Kilamba Kiaxi in der Provinz Luanda errichtet.
Nach 2011 wurde es eine eigene Gemeinde (Comuna) im Kreis Luanda. 2024 wurde es wieder ein Município in der Provinz Luanda.